# Quadraceps separatus
Quadraceps separatus är en insektsart som först beskrevs av Kellogg och Kuwana 1902.  Quadraceps separatus ingår i släktet Quadraceps och familjen fjäderlöss. Inga underarter finns listade i Catalogue of Life.